# Catoptometra magnifica
Catoptometra magnifica is een haarster uit de familie Zygometridae.
De wetenschappelijke naam van de soort werd in 1908 gepubliceerd door Austin Hobart Clark.